# آفتاب و فولاد
آفتاب و فولاد (به انگلیسی: Sun and Steel: Art, Action and Ritual Death) مقاله ای فلسفی است به قلم یوکیو میشیما. کتاب سرگذشتی مقاله مانند است که خاطرات نویسنده در رابطه با بدن خود را شامل می‌شود. این کتاب بازگوی کنندهٔ تجریبات نویسنده و علایق او به بدنسازی و هنرهای رزمی است.
این کتاب برای اولین بار در سال ۱۹۶۸ منتشر شد.